# 莫伊斯群島
莫伊斯群島（英語：Moyes Islands），是南極洲的群島，位於喬治五世地，處於白鴿角岩東南面4.6公里的瓦特灣西部，由澳大拉西亞探險隊發現，該群島現時由南極條約體系管理。